# Choi Bae-young
Choi Bae-young (22 de enero de 1990) es una actriz surcoreana. 

## Carrera
Debutó a través del teatro y películas independientes, y llamó la atención en el 2015 con su papel en Great Stories: Kim Sisters. En abril de 2016 se convirtió en embajadora para los Amigos de la Esperanza.
En marzo de 2020 se unió al elenco recurrente de la serie Welcome donde dio vida a Lee Roo-bi.

## Filmografía

### Serie de televisión
| Año  | Título                                 | Rol           | Red            |
| ---- | -------------------------------------- | ------------- | -------------- |
| 2013 | The Cravings                           |               | Naver TV Cast  |
| 2014 | Prominent Woman                        |               | Naver TV Cast  |
| 2015 | Great Stories: Kim Sisters             | Ae-ja         | TV Chosun, tvN |
| 2015 | Keep Going                             | Yeon-hee      | Naver TV Cast  |
| 2015 | Investigator Alice                     | Nam Bit-na    | Naver TV Cast  |
| 2016 | Legend Hero                            | Gongsun Zan   | EBS1           |
| 2016 | Age of Youth (Hello, My Twenties!)     | Song Kyung-ah | JTBC           |
| 2017 | Age of Youth 2 (Hello, My Twenties! 2) | Song Kyung-ah | JTBC           |
| 2017 | Argon                                  | Han Soo-young | tvN            |
| 2020 | Welcome                                | Lee Roo-bi    | KBS2           |

### Cine
| Año  | Título                 |
| ---- | ---------------------- |
| 2008 | Radio Dayz             |
| 2008 | Death Bell             |
| 2012 | Cutie Unstoppable      |
| 2012 | Nowhere Boy            |
| 2014 | Gyeongju               |
| 2014 | The Sea of Tranquility |
| 2014 | Yong-soon's Summer     |
| 2015 | Again, Spring          |
| 2015 | Se-hee                 |
| 2016 | Grand Father           |
| 2017 | Heyday                 |
| 2017 | The Weight of Hands    |